# Johann II. (Ligny)

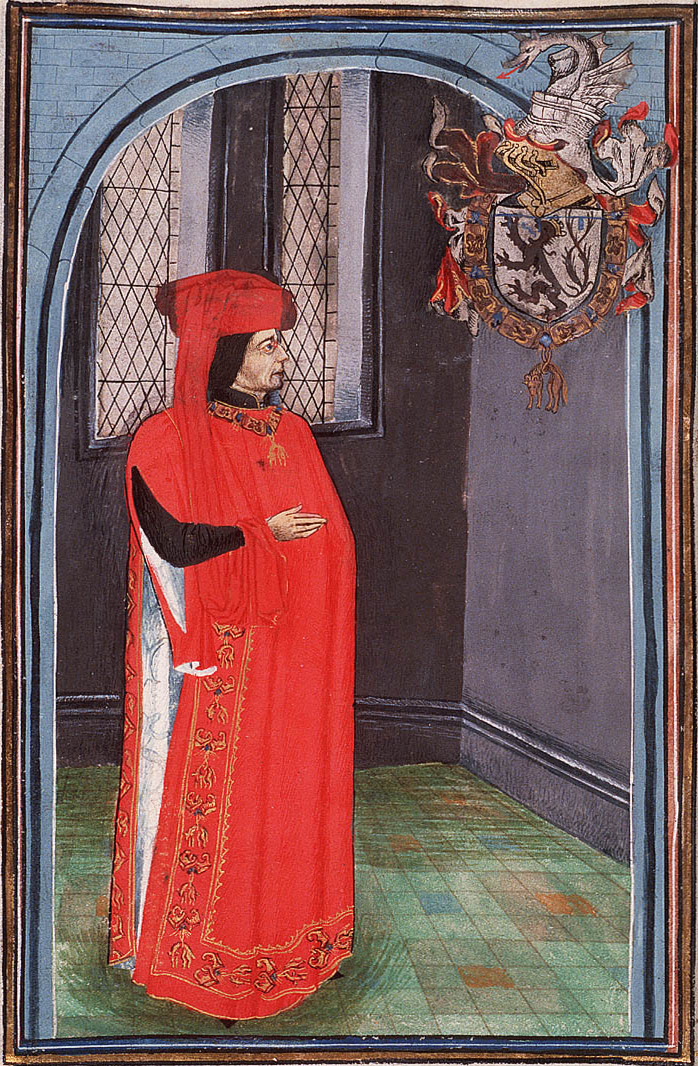
Jean II de Luxembourg-Ligny in der Tracht eines Ritters des Ordens vom goldenen Vlies (1473)

Johann II. von Luxemburg (Jean II de Luxembourg, * 1392; † 5. Januar 1441 in Guise) war ein Graf von Guise (1425) und Graf von Ligny (1430).

## Herkunft
Jean II. war ein jüngerer Sohn von Johann von Luxembourg († 1397), Herr von Beauvoir, und der Marguerite d'Engien, Gräfin von Brienne. Seine Brüder waren der Graf Peter I. von Saint-Pol († 1433) und der Kanzler Ludwig († 1443).

## Leben
Aus dem Erbe seines Vaters erhielt Johann die Burg Beaurevoir. Er stand während des Bürgerkrieg der Armagnacs und Bourguignons auf der Seite des Herzogs Philipp dem Guten von Burgund, von dem er 1414 zum Gouverneur von Arras ernannt wurde. Im Jahr 1418 eroberte Johann die Stadt Senlis gegen die Armagnacs und wurde zum Militärgouverneur von Paris ernannt; zwei Jahre später setzten seine Truppen die Stadt Vitry an der Marne in Brand. In einem Gefecht bei Mons-en-Vimeu 1421 wurde er verwundet. Für die Anglo-Burgunder kämpfte er 1423 bei der Belagerung von Landrecies sowie in der Schlacht von Cravant und befreite im folgenden Jahr zusammen mit dem Duke of Bedford die Stadt Guise von den Truppen des Dauphin. Am 10. Januar 1430 war er in Brügge ein Gründungsmitglied des Ordens vom Goldenen Vlies.

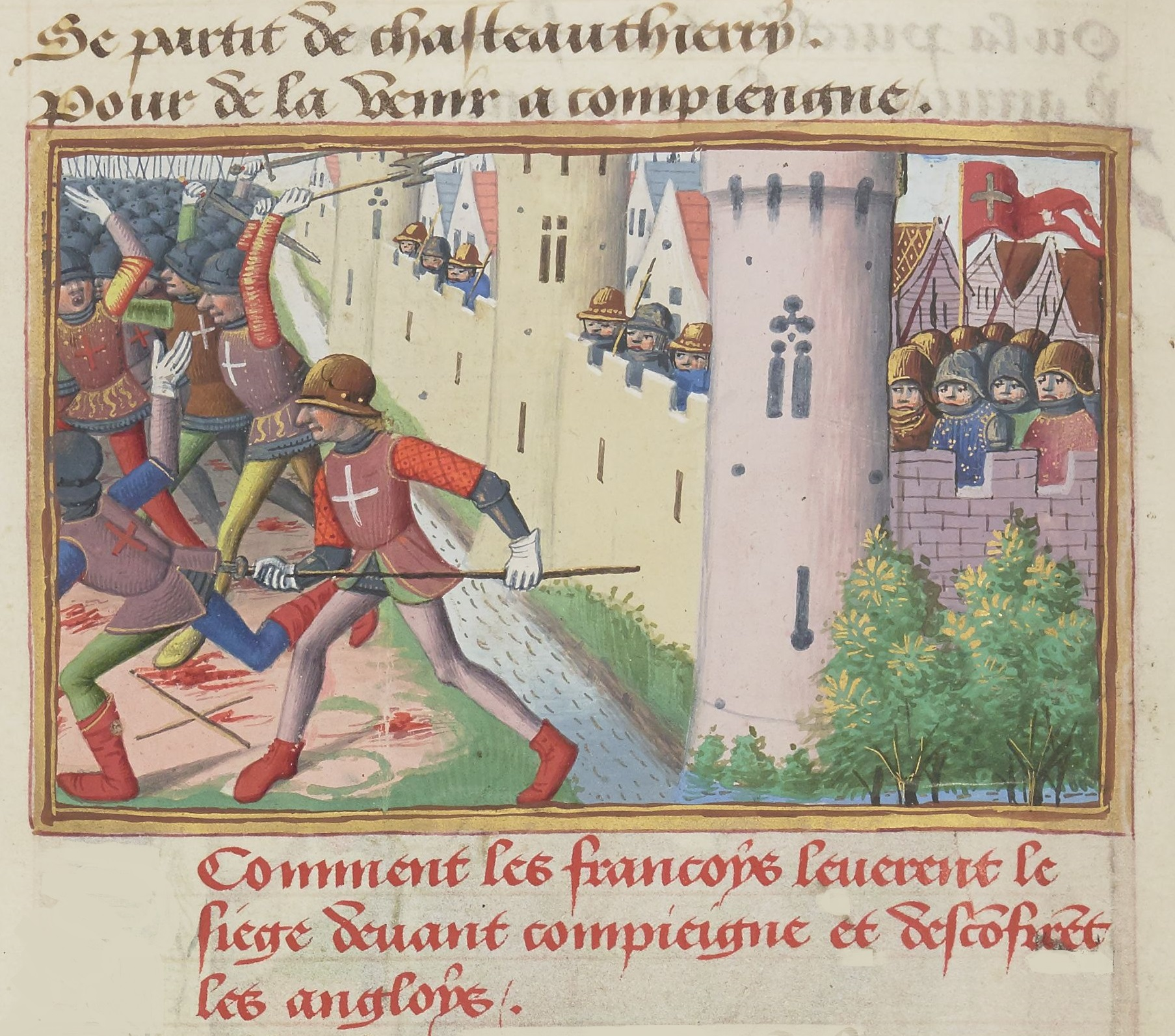
Die Belagerung von Compiègne 1430. (Buchmalerei aus dem Vigiles du roi Charles VII von Martial d'Auvergne, 15. Jahrhundert)

Im Frühjahr 1430 nahm Johann die Belagerung von Compiègne auf. Dort gelang es einem seiner Gefolgsmänner am 23. Mai 1430 Jeanne d’Arc gefangen zunehmen, die den Versuch unternommen hatte, die Stadt zu entsetzen. Johann ließ sie auf sein Schloss Beaurevoir bringen, wo sie von seiner Tante und Ehefrau beaufsichtigt wurde. Von allen Parteien des Hundertjährigen Krieges erhielt er Lösegeldangebote zum Verkauf der Gefangenen. Da er ein Anhänger des Herzogs von Burgund war, beabsichtigte er, Jeanne an die englischen Alliierten zu verkaufen. Seine Tante Jeanne de Luxembourg aber brachte ihn dazu, von einem Verkauf abzusehen, zumal sie eine Patentante seines Feindes, König Karl VII., war. Am 26. Oktober 1430 wurde Johann bei den Kämpfen von Compiègne schwer verwundet, aber zwei Tage später ergab sich die Stadt. Am 18. September 1430 starb seine Tante während einer Reise nach Avignon, wodurch Johann nicht nur die Grafschaft Ligny erbte, sondern nun auch freie Hand zum Verkauf von Jeanne an die Engländer hatte. Von Pierre Cauchon und der Pariser Universität zusätzlich unter Druck gesetzt überließ er seine Gefangene nach einer Zahlung von 10.000 livres tournois den Engländern.
Johann kämpfte in den folgenden Jahren weiter gegen König Karl VII., wobei sich aber trotz der Gefangennahme und Tod der Jeanne d’Arc das Kriegsglück zu dessen Gunsten gewandt hatte. 1435 unterzeichnete Johann mit dem Herzog von Burgund den Vertrag von Arras, womit der Krieg zwischen Burgund und der französischen Krone beendet wurde. Johann starb 1441 in Guise und wurde in der Kathedrale Notre-Dame in Cambrai bestattet.

## Ehe und Nachkommen
Johann war seit 1418 verheiratet mit Jeanne de Béthune († 1449), Vizegräfin von Meaux. Das Ehepaar hatte keine Kinder, weshalb sein Erbe an seinen Neffen Ludwig von Luxemburg fiel.